# 趙岑
趙 岑（ちょう しん）は、中国の通俗歴史小説『三国志演義』に登場する架空の人物。
董卓の部将として登場する。汜水関の守りに就いた華雄の副将として袁紹ら連合軍を迎え撃つ。また董卓が荒れ果てた洛陽から長安に遷都する際、その動きに合わせて汜水関の門を開けるが、その後は物語中から姿を消してしまう。